# Ugo Guido Mondolfo
Ugo Guido Mondolfo (Senigallia, 26 giugno 1875 – Milano, 23 marzo 1958) è stato uno storico e politico italiano.

## Biografia
Nacque a Senigallia (Ancona), da Vito e Gismonda Padovani, in una famiglia benestante di commercianti di origine ebraica. Suo fratello minore Rodolfo (1877 – 1976), filosofo, in seguito all'entrata in vigore delle leggi razziali fasciste che vietavano agli ebrei di ricoprire cariche pubbliche, privato di ogni incarico di insegnamento, fu costretto ad espatriare in Argentina, dove morì.
Ugo Guido in gioventù compì ricerche sulla storia economica e giuridica del Senese e della Sardegna.
Membro del Partito Socialista Italiano sin dalla sua fondazione, redattore di periodici socialisti, nel 1898 fu processato per attività sovversiva.
Nel 1910 si trasferì a Milano, ove militò con Filippo Turati e Claudio Treves nell'ala riformista del partito socialista.
Fu vicedirettore (1920), poi direttore della rivista "Critica sociale".
Nel periodo fascista subì persecuzioni, anche perché ebreo, che lo costrinsero a rifugiarsi in Svizzera (1943).
Dopo la Liberazione tornò a dirigere Critica sociale.
Eletto deputato nella lista di Unità Socialista (1948-53), passò poi nel Partito socialista democratico.